# Alustante
Alustante település Spanyolországban, Guadalajara tartományban. Alustante Alcoroches, Adobes, Piqueras, Tordesilos, Ródenas, Orihuela del Tremedal és Orea községekkel határos. Lakosainak száma 145 fő (2024).

## Népesség
A település lakosságának változását az alábbi diagram mutatja:
| Lakosok száma | 259  | 261  | 252  | 230  | 226  | 186  | 157  | 153  | 153  | 145  |
|               | 2001 | 2004 | 2006 | 2009 | 2011 | 2014 | 2016 | 2019 | 2021 | 2024 |